# Hellas Planitia
Pour les articles homonymes, voir Hellas et Planitia.
Hellas Planitia (« plaines ou terre de Grèce » en latin) est un bassin d'impact d'environ 2 200 km de diamètre et 9 500 m de profondeur, situé dans l'hémisphère sud de la planète Mars. Il est une des plus grandes structures d'impact connues confirmées du système solaire, une des plus importantes encore visibles sur Mars, et une des premières formations identifiées à la surface de la planète rouge, de l'histoire de l'observation de Mars du XIXe siècle.

## Géographie

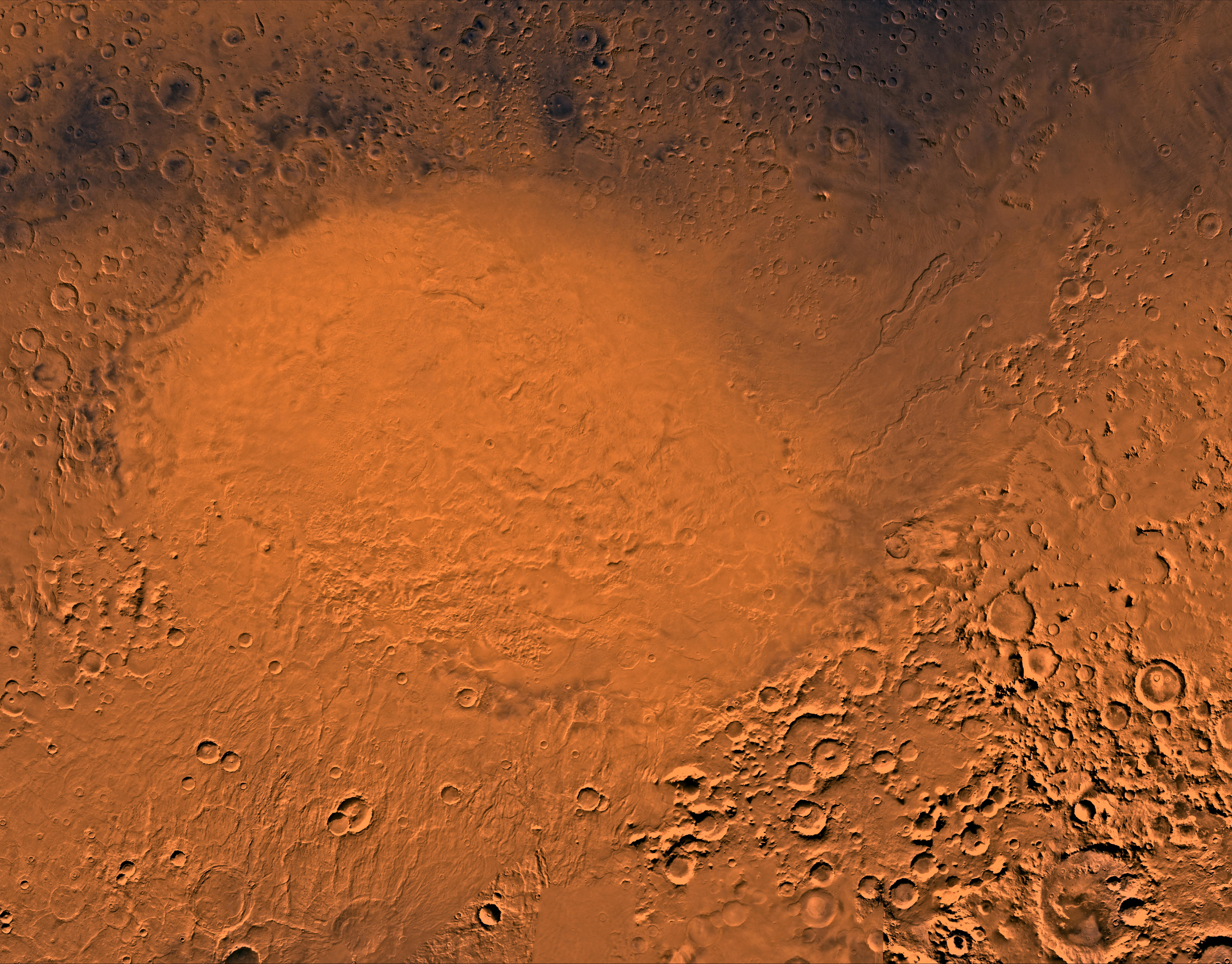
Mosaïque de photographies d'Hellas Planitia prises par les orbiteurs du Viking (1975).

Il est centré par 42,7° S et 70,0° E dans les quadrangles d'Iapygia, de Noachis et d'Hellas. 
Il est une des plus grandes structures d'impact connues confirmées du système solaire, après Utopia Planitia de Mars (de 3 300 km de diamètre) ou encore du bassin Pôle Sud-Aitken de la Lune (de 2 500 km de diamètre pour 13 km de profondeur). Le Bassin boréal de Mars (de 8 500 × 10 600 km) dont l'existence a été proposée en 2008, serait un bassin d'impact bien plus grand qu'Hellas, mais la réalité d'une telle structure, qui serait la plus vaste du système solaire, demeure encore à être confirmée.

## Histoire

Hellas Planitia (en violet en bas à droite).

Hellas Planitia s'est probablement formée par l'impact cosmique d'un astéroïde de plus de 100 km de diamètre. Au fil du temps, l'intérieur a été considérablement modifié par des processus géologiques. Sa formation serait contemporaine de celle des deux autres structures suivantes par taille décroissante Argyre Planitia et Isidis Planitia, peut-être en relation avec l'hypothétique « grand bombardement tardif », et remonterait à la fin de l'époque géologique martienne du Noachien, la première et plus ancienne, il y a environ 4,1 à 3,7 milliards d’années (échelle des temps géologiques martiens). Cette période connait un intense bombardement de météorites, à l'origine de nombreux cratères d'impact de Mars. 

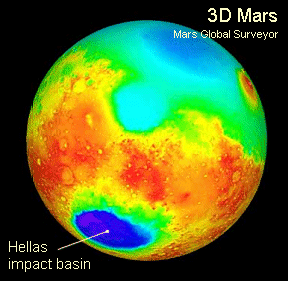
Le bassin d'impact massif d'Hellas, par Mars Global Surveyor (1999).

Le bassin d'Hellas Planitia est particulièrement bien visible depuis la Terre comme une région uniformément claire en raison de l'albédo élevé des poussières en permanence soulevées par les vents de la région. Ce fut l'une des premières formations identifiées à la surface de la planète rouge, de l'histoire de l'observation de Mars, nommée dès 1867 « Terre de Lockyer » par l'astronome anglais Richard A. Proctor, qui l'observa à l'aide d'une lunette astronomique de 16 cm, avant que l'astronome italien Giovanni Schiaparelli ne la baptise « Terre de Grèce » à l'issue de ses observations lors de l'opposition de 1877, d'où le nom Hellas (Ἑλλάς en grec ancien).
L'ancien et très gros volcan bouclier d'Alba Patera se situe exactement aux antipodes d'Hellas Planitia, ce qui suggère une possible relation entre ces deux structures d'âge voisin.

## Carte
| Airy-0 Alba Patera Olympus Mons Biblis Tholus Uranius Mons Ceraunius Tholus Ascraeus Mons Pavonis Mons Arsia Mons Tharsis Tholus Hecates Tholus Elysium Mons Albor Tholus Apollinaris Patera Noctis Labyrinthus Candor Chasma Valles Marineris Kasei Vallis Shalbatana Vallis Ganges Chasma Ares Vallis Nili Fossae Ma'adim Vallis Argyre Planitia Hellas Planitia Arcadia Planitia Amazonis Planitia Terra Sirenum Solis Planum Tempe Terra Issedon Paterae Aonia Terra Vastitas Borealis Meridiani Planum Noachis Terra Utopia Planitia Acidalia Planitia Arabia Terra Syrtis Major Tyrrhena Terra Hesperia Planum Elysium Planitia Promethei Terra Terra Cimmeria |

## Géologie

### Reliefs et hydrographie

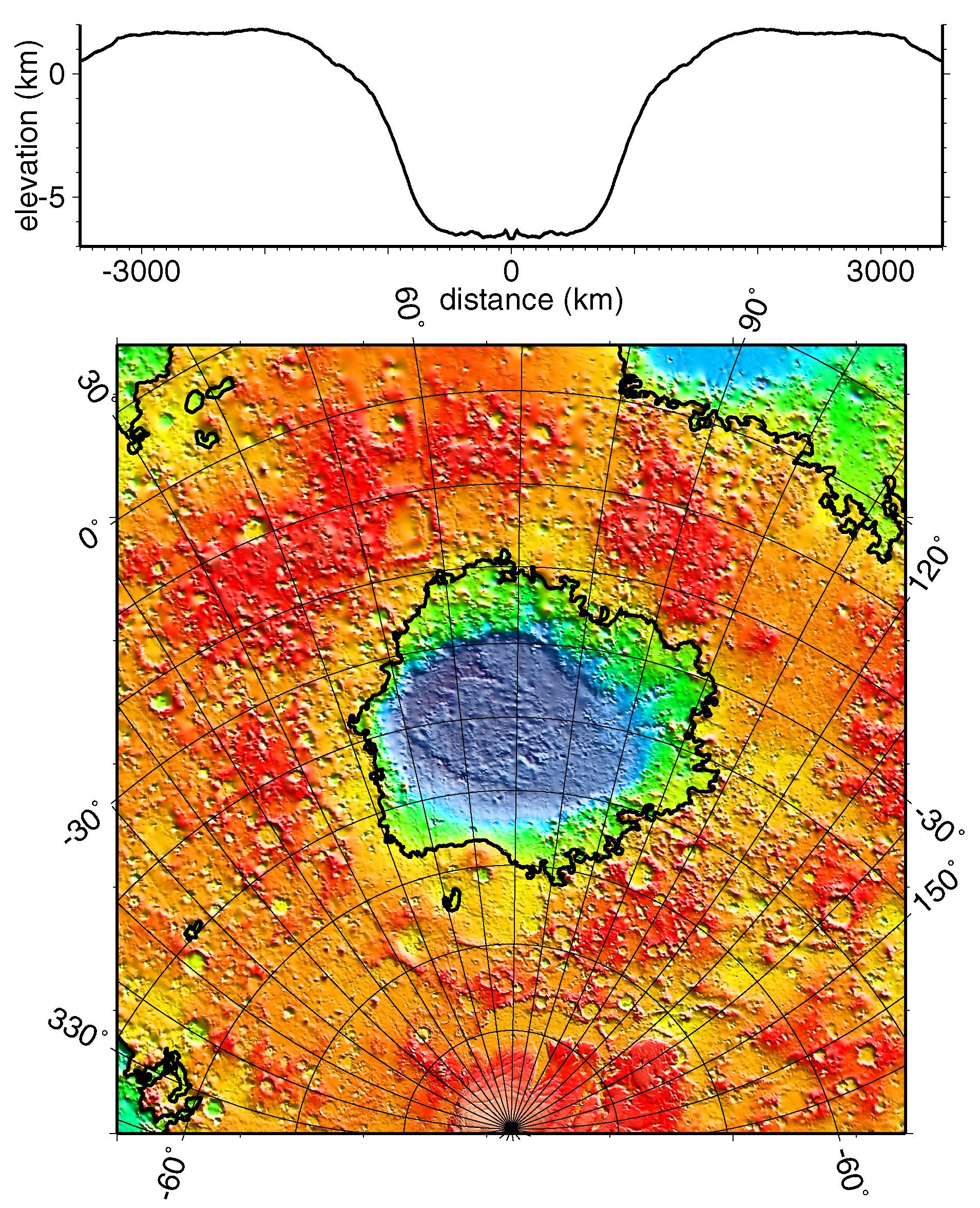
Coupe altimétrique de la région du bassin.

Bien plus vaste qu'Argyre Planitia (de 800 km de diamètre et 5 200 m de profondeur), le bassin d'Hellas Planitia est paradoxalement entouré de reliefs moins tourmentés, comme si la pénétration de l'impacteur à travers l'écorce martienne avait été plus franche. L'impact a, en revanche, provoqué le relèvement des terrains environnants sur plus d'un millier de kilomètres, comme le souligne une coupe altimétrique transversale de la structure.
Le bord occidental du bassin est matérialisé par une chaîne montagneuse, Hellespontus Montes (en), à la fois étendue (730 km) et relativement érodée, atteignant très localement 2 000 m d'altitude, mais présentant toutefois un dénivelé significatif sur son versant oriental, qui fait face à la dépression la plus creuse de la région, en contrebas d'Hellas Chaos et d'Alpheus Colles sur le plancher du bassin, à plus de 7 000 m sous le niveau de référence.
Le bord oriental est, quant à lui, marqué par des vallées évoquant sans ambiguïté des lits de puissants fleuves asséchés, telles que Mad Vallis (en) (524 km) au nord-est de Malea Planum, dans le sud du bassin, ou encore Reull Vallis (945 km), qui naît vers 2 500 m d'altitude dans Promethei Terra (sa source semble recouverte par le front méridional d'Hesperia Planum au sud de Tyrrhenus Mons) et s'interrompt aux pieds des Centauri Montes (en), où commencent des terrains hespériens plus récents liés à l'activité volcanique d'Hadriacus Mons, dans le nord-est du bassin.
L'eau sur Mars a manifestement coulé en abondance dans le bassin comme en témoignent les données recueillies par la sonde spatiale européenne Mars Express de  2003, dans la région du cratère Terby, en bordure septentrionale de la dépression, qui révèlent la présence d'épaisses couches de sédiments lacustres traversés par des ravines particulièrement bien mise en évidence par l'effet d'un impact secondaire plus tardif.
La formation de toutes ces structures remonterait au Noachien, il y a environ quatre milliards d'années.

### Volcanisme et coulées de boue

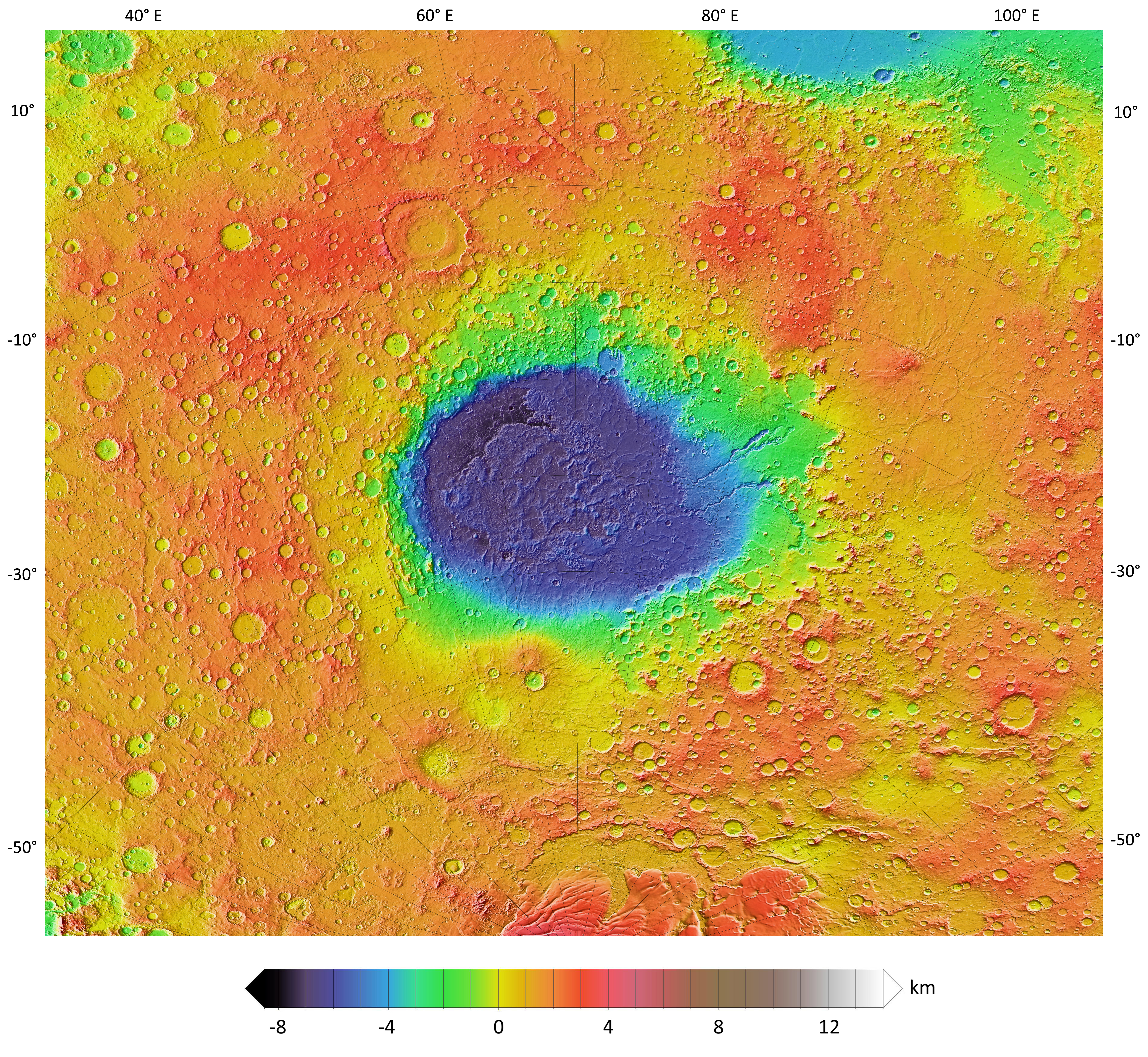
Topographie du bassin d'Hellas Planitia et ses environs.

Au sud-ouest, une faille ou un point chaud, formation matérialisée par les caldeiras quasiment alignées de Pityusa, Malea, Peneus et Amphitrites qui traversent Malea Planum quasiment en ligne droite, est manifestement postérieur à l'impact — une communication récente date l'ensemble de la région entre 3,8 et 3,6 milliards d'années — car les écoulements de lave recouvrent toute la partie méridionale du bassin, mais néanmoins contemporain d'un climat encore humide à en juger par la présence d'Axius Valles, un système de vallées et de ravines de 350 km sur le flanc oriental du bouclier d'Amphitrites Patera, ce qui placerait la fin de l'activité volcanique de Malea Planum au plus tard dans la première moitié de l'Hespérien (volcanisme sur Mars).
De façon remarquable, deux autres caldeiras sont également visibles au nord-est, dans le prolongement des quatre premières mais de l'autre côté du bassin en direction d'Hesperia Planum : ce sont Hadriaca Patera et Tyrrhena Patera, de formation plus récente — ces terrains sont typiques de l'Hespérien — comme le révèlent leurs pentes moins cratérisées que celles des volcans de Malea Planum. Par ailleurs, Tyrrhena Patera est proche des antipodes du bassin de Chryse Planitia, ce qui n'est peut-être pas fortuit.
Deux vallées spectaculaires semblent résulter de coulées de boue catastrophiques qui pourraient avoir été provoquées par la fonte brutale d'un possible pergélisol en bordure d'Hadriacus Mons : ce sont d'une part Dao Vallis (816 km) qui s'écoule depuis une longue et vaste cavité manifestement laissée par le drainage d'un énorme éboulement, et d'autre part Niger Vallis (333 km) issue pour sa part d'Ausonia Cavus et d'un système diffus de cavités souterraines dont certaines semblent partiellement éboulées. Plus au sud, Harmakhis Vallis (475 km) sort également d'une cavité d'effondrement située entre Hellas Montes et Centauri Montes. Une vallée plus courte, Teviot Vallis (140 km), qui se jette dans Reull Vallis, semble être de même nature. Ces formations sont postérieures à celle des volcans, mais antérieures à la fin de l'Hespérien — avec peut-être encore une certaine activité au début de l'Amazonien.

### Plancher et dépôts éoliens

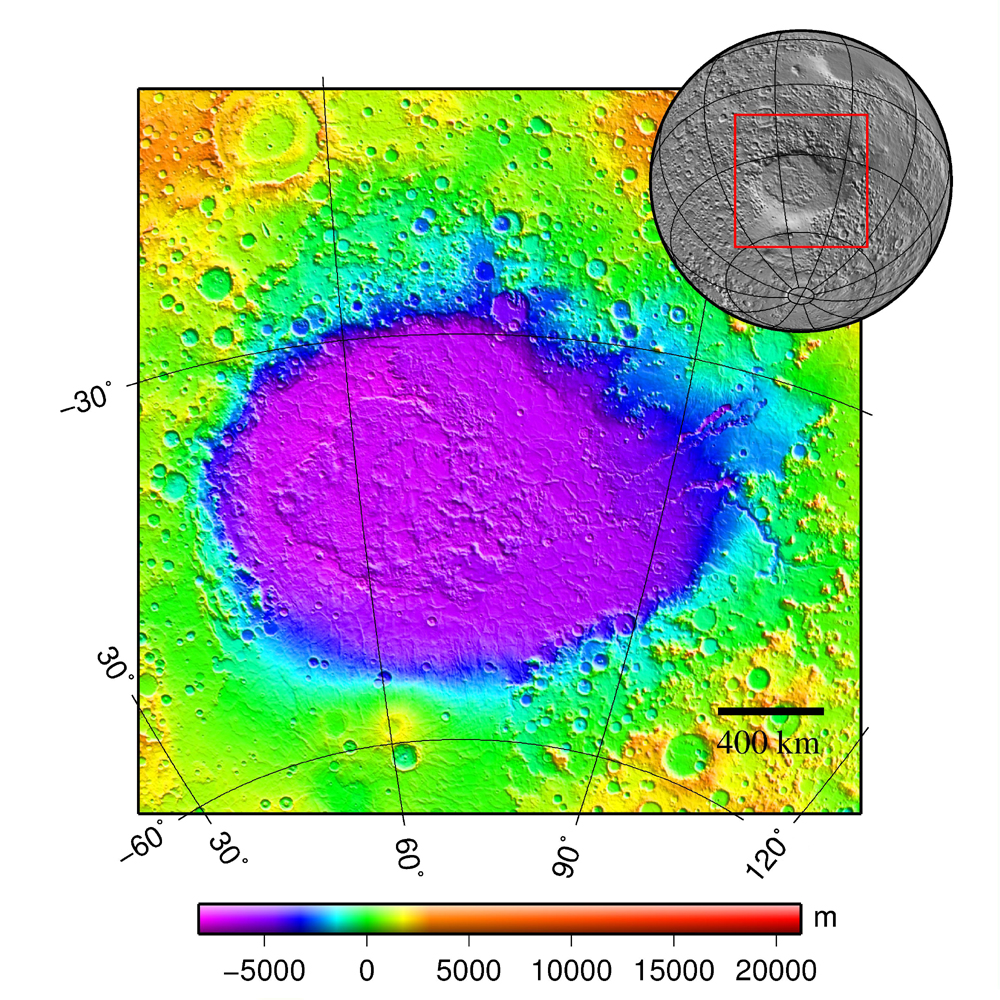

La topographie du plancher de la dépression suit la tendance générale de la région, aux reliefs plus tranchés à l'ouest et relativement adoucis à l'est. Les terrains les plus orientaux situés en contrebas du rebord du bassin, assez plats, sont les plus anciens, comme le révèle leur cratérisation, faible mais néanmoins supérieure à celle des régions centrales et occidentales.
Les régions centrales sont en revanche plus récentes et nettement plus chaotiques, ce qui peut s'interpréter comme le résultat d'une sorte de « décapage » de la surface initiale sous l'effet du vent chargé de poussières, laissant apparaître des motifs complexes orientés selon les vents dominants, variables selon les régions du bassin. Ceci pourrait par exemple expliquer les morphologies très différentes des régions d'Alpheus Colles et d'Hellas Chaos, toutes deux situées dans la partie occidentale de la dépression.
Le maximum de profondeur est atteint avec des terrains d'aspect proches des plaines lisses de l'est mais peut-être localement plus anciens, surtout dans leur extrémité nord, ce qui expliquerait l'escarpement de Coronae Scopulus comme la limite occidentale d'une couche de matériaux volcaniques qui se serait répandue depuis l'est sur un sol antérieur ; tout le reste de cette zone est, en revanche, presque totalement dénué de cratères significatifs.
Hellas Planitia englobe des régions allant du 30e au 55e parallèle de l'hémisphère sud, d'où un climat marqué de forts contrastes thermiques amplifiés par les 9 000 m de dénivelé et à l'origine de vents soulevant d'importantes quantités de poussières. C'est probablement la raison de la relative homogénéité des sols situés sur le plancher de la dépression, constitués très largement de terrains hespériens parsemés de matériaux amazoniens a priori d'origine éolienne.

### Eau liquide et glaciers

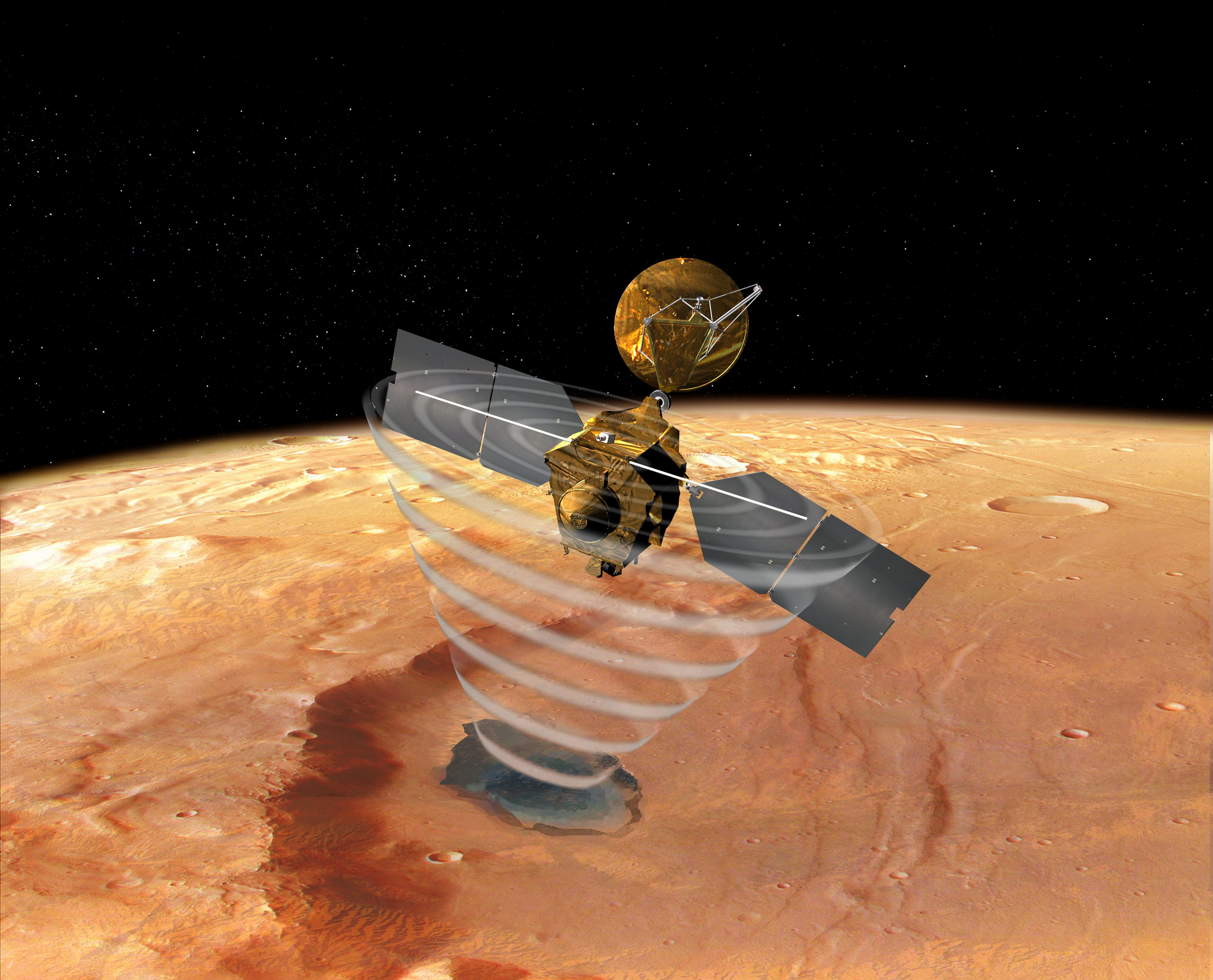
Détection de dépôts souterrains de glace par le radar de sondage souterrain SHARAD de Mars Reconnaissance Orbiter (2008).

La région la plus creuse du bassin se trouve au fond d'un cratère situé en contrebas de Coronae Scopulus par 34,0° S et 65,6° E à 8 200 m sous le niveau de référence, où l'on a mesuré une pression atmosphérique de 1 155 Pa, supérieure de près de 90 % de la pression standard sur Mars (soit 610 Pa) et surtout supérieure à celle du point triple de l'eau (611,73 Pa), ce qui rend possible la présence, au moins temporaire, d'eau liquide dans cette région pour peu que la température y atteigne au moins 273,16 K (soit 0,01 °C) dans le cas de l'eau pure. Une température inférieure serait néanmoins suffisante pour de l'eau salée, ce qui serait justement le cas de l'eau martienne — de l'eau liquide existe sur Terre jusqu'à −24 °C, par exemple dans le très salé lac Don Juan, en Antarctique, et certaines saumures demeurent liquides à des températures encore plus basses, de même que certaines solutions d'acide sulfurique, comme la solution H2SO4•6,5H2O – H2O, dont l'eutectique gèle à une température légèrement inférieure à −60 °C.
Le radar de sondage souterrain SHARAD (en) (Shallow Radar Sounder, en anglais) de Mars Reconnaissance Orbiter a par ailleurs identifié en 2008 trois cratères dans la région orientale du bassin qui présentent un écho radar caractéristique de la glace, correspondant à des dépôts souterrains, de respectivement 250, 300 et 450 m d'épaisseur. Cette glace se serait accumulée là sous forme de glacier présumé depuis les hauteurs de la région, et demeurerait préservée de la sublimation par la couche de débris rocheux et de poussières sous laquelle elle se trouve enfouie.